# Christina Onassis

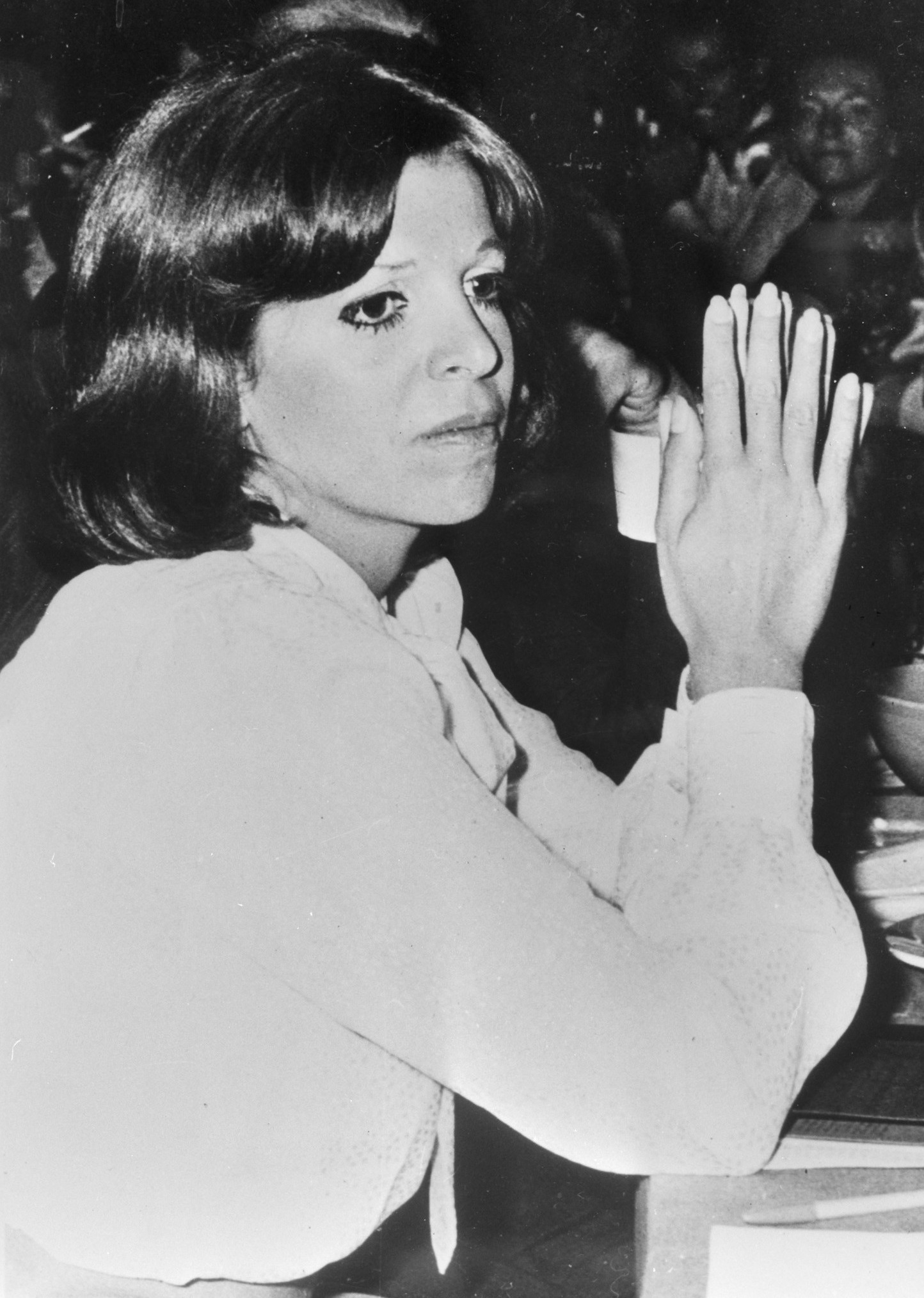
Christina Onassis, 1978

Christina Onassis (griechisch Χριστίνα Ωνάση Christína Onási) (* 11. Dezember 1950 in New York City; † 19. November 1988 in Buenos Aires, Argentinien) war eine griechische Reederin.

## Leben und Wirken
Christina Onassis war die Tochter des griechischen Reeders Aristoteles Onassis und dessen erster Frau Athina Livanos. Sie wuchs zunächst in New York auf. Sie erhielt Privatunterricht, erlernte mehrere Sprachen, besuchte dort die private Hewitt-School und später in London das Queen’s College.
Nach dem Tod ihres Bruders Alexander, der 1973 bei einem Flugzeugabsturz ums Leben kam, übernahm sie die Geschäfte ihres Vaters, der durch das Ereignis seelisch stark beeinträchtigt war. Die intensiven Geschäftstätigkeiten für das väterliche Reedereiunternehmen Olympic Maritime beanspruchten sie sehr. In der gleichen Zeit war sie auch maßgeblich am Ausbau der Alexander-Onassis-Stiftung beteiligt. Der Suizid ihrer Mutter 1974 und der Tod ihres Vaters 1975 stürzten sie in tiefe Depressionen. 1977 gab sie die Leitung der Reederei ab. Die Yacht ihres Vaters – heute unter dem Namen Christina O – schenkte sie dem griechischen Staat.

### Privates
Onassis war in erster Ehe mit dem Grundstücksmakler Joseph Bolker verheiratet. Nach der Scheidung war sie mit Alexander Andreadis und danach mit dem Russen und KGB-Mann Sergei Kausow verheiratet, zuletzt mit dem im Pharmaziegeschäft tätigen Thierry Roussel (* 1953). Mit ihm bekam sie eine Tochter, Athina Onassis (* 1985). Die Ehe des Paares dauerte von 1984 bis 1987.
Aufgrund der missbräuchlichen Einnahme von Barbituraten erlitt Christina Onassis einen durch ein Lungenödem verursachten Herzinfarkt. Sie starb 1988 im Alter von 37 Jahren in Buenos Aires.